# 吉原本町駅
吉原本町駅（よしわらほんちょうえき）は、静岡県富士市吉原一丁目にある岳南電車岳南鉄道線の駅である。駅番号はGD03。

## 歴史
- 1949年（昭和24年）11月18日：岳南鉄道の駅として開業。
- 2013年（平成25年）4月1日：経営移管に伴い、岳南電車の駅となる。

## 駅構造
単式ホーム1面1線のみを有する地上駅で無人駅。ホームは線路の東側に配置され、その北端に駅舎がある。また、電鈴の発車ベルがある。無人駅扱いではあるが、平日と土曜日に窓口が営業している。

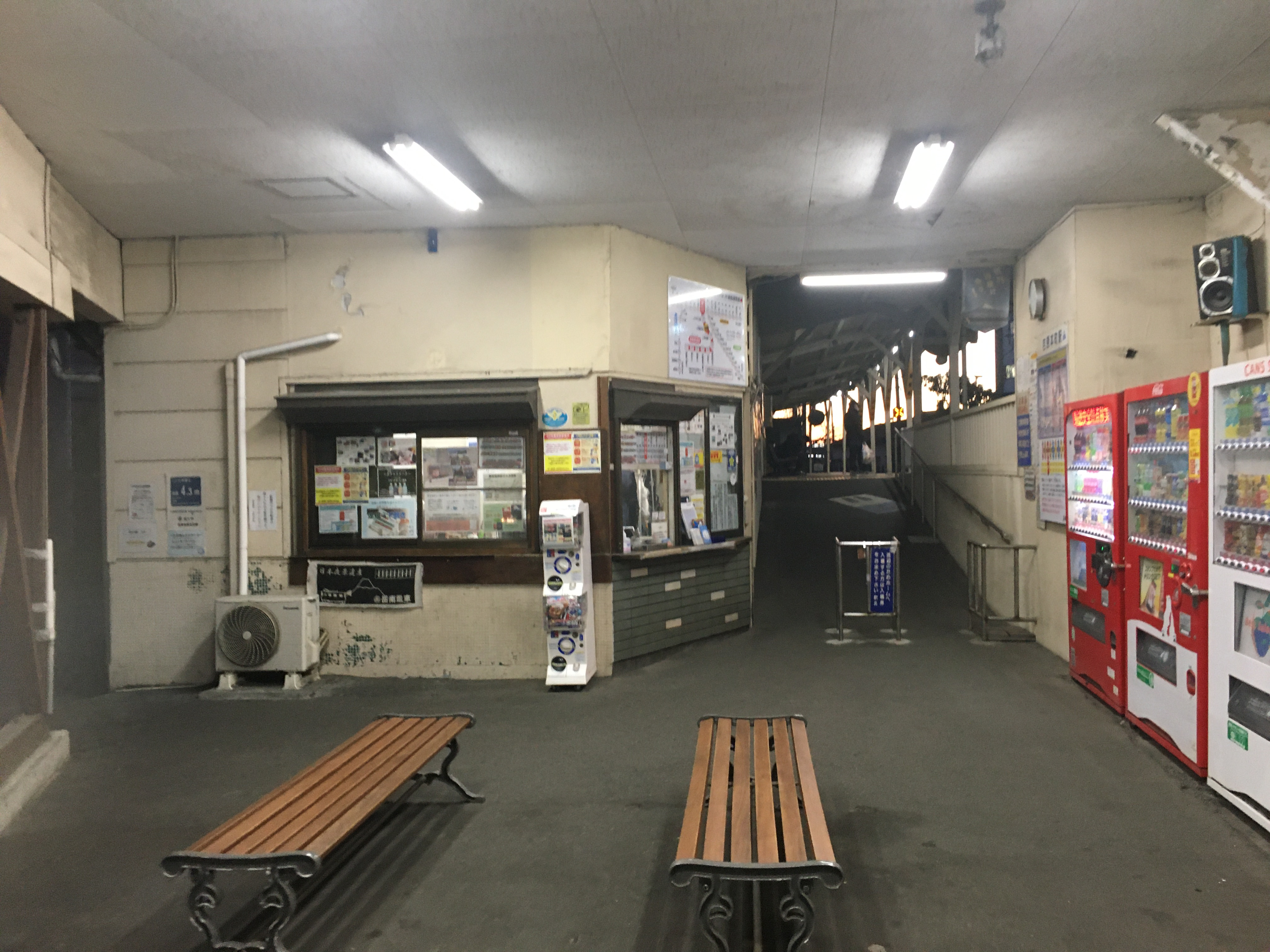
駅舎内観（2021年12月）
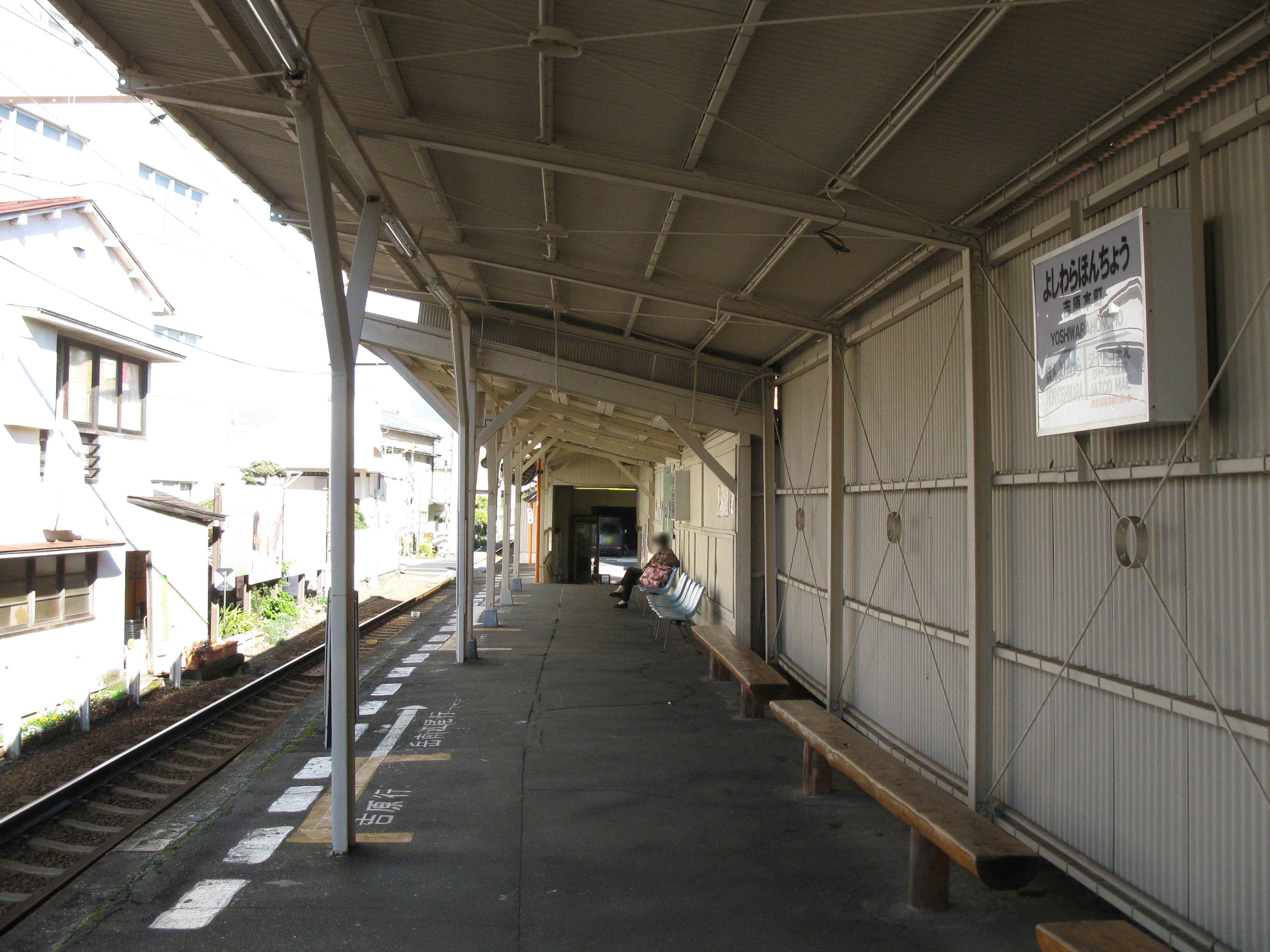
ホーム（2010年12月）

## 利用状況
「静岡県統計年鑑」によれば、1日平均の乗降人員は以下のとおりである。この乗降人員は、岳南線の全10駅の中で2番目に多い。
| 年度   | 一日平均 乗車人員 | 一日平均 乗降人員 |
| ------ | ----------------- | ----------------- |
| 2001年 | 841               | 1,507             |
| 2002年 | 806               | 1,430             |
| 2003年 | 811               | 1,417             |
| 2004年 | 494               | 1,006             |
| 2005年 | 506               | 1,041             |
| 2006年 | 508               | 1,074             |
| 2007年 | 504               | 1,077             |
| 2008年 | 508               | 1,103             |
| 2009年 | 501               | 1,131             |
| 2010年 | 498               | 1,137             |
| 2011年 | 469               | 1,098             |
| 2012年 | 488               | 1,143             |
| 2013年 | 480               | 1,135             |
| 2014年 | 461               | 1,079             |
| 2015年 | 483               | 1,121             |
| 2016年 | 534               | 1,066             |
| 2017年 | 460               | 1,079             |
| 2018年 | 452               | 1,073             |
| 2019年 | 406               | 971               |

## 駅周辺

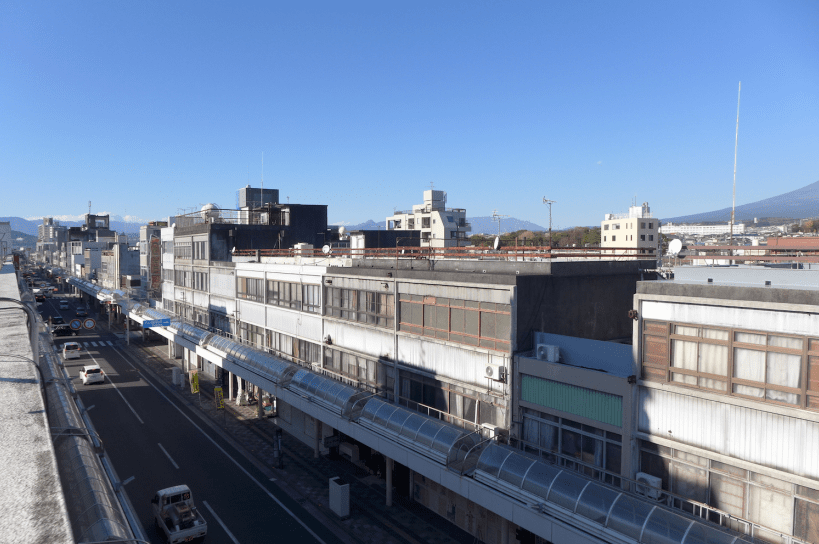
吉原商店街

富士市になる前の吉原市の中心街にあたり、商店や住宅が多い。
- 岳南商店街
- 吉原商店街
- 富士市役所
- 富士市立中央図書館
- 吉原中央駅（バスターミナル）
- 聖隷富士病院
- 唯称寺
- 陽徳寺
- 富士コミュニティエフエム放送
- しずおか焼津信用金庫 吉原支店

## バス路線
| 乗り場         | 乗り場                                       | 系統                                       | 主要経由地                           | 行先                | 運行会社                   | 備考           |
| -------------- | -------------------------------------------- | ------------------------------------------ | ------------------------------------ | ------------------- | -------------------------- | -------------- |
| 岳鉄本町駅     |                                              | S251・S253東海道線                         |                                      | 吉原中央駅          | 富士急静岡バス             | 平日運行       |
| 岳鉄本町駅     |                                              | S251東海道線                               | ジャトコ社宅前・吉原駅               | 東田子浦駅          | 富士急静岡バス             | 平日運行       |
| 岳鉄本町駅     | S253東海道線                                 | ジヤトコ社宅前・吉原駅・東田子浦駅         | 東柏原                               | 平日夕方1便のみ運行 | 富士急静岡バス             |                |
| 岳鉄本町駅     | S224茶の木平線                               | ジャトコ社宅前                             | 吉原駅                               | 朝1便のみ運行       | 富士急静岡バス             |                |
| 岳鉄吉原本町駅 |                                              | ひまわりバス吉原中央駅循環（みどりコース） | 吉原中央駅・富士中央病院・富士市庁舎 | 吉原中央駅          | 富士急静岡バス             | 平日土曜運行   |
| 岳鉄吉原本町駅 | ひまわりバス吉原中央駅循環（おれんじコース） | 岳鉄本吉原駅・市場町・吉原高校             | 吉原中央駅                           | 富士急静岡バス      | 平日土曜運行               |                |
| 岳鉄吉原本町駅 |                                              | モーニングシャトル                         | 富士市役所前・新富士駅               | 富士駅南口          | 富士市（石川タクシー富士） | 平日土曜朝運行 |
| 聖隷富士病院   |                                              | うるおい                                   |                                      | 吉原中央駅          | 富士市（石川タクシー富士） | 平日土曜運行   |
| 聖隷富士病院   | うるおい                                     | 津田・藤間                                 | 富士駅                               | 平日土曜運行        | 富士市（石川タクシー富士） |                |

## 隣の駅
岳南電車
■岳南鉄道線
ジヤトコ前駅 (GD02) - 吉原本町駅 (GD03) - 本吉原駅 (GD04)